# Luigi Maschi
Luigi Maschi (Parma, 1823 – 1897) è stato un medico e saggista italiano.

## Biografia
Nato in una famiglia di importanti medici parmigiani, fu autore di vari trattati di medicina; dopo la pubblicazione in Italia nel 1864 de L'origine delle specie, fu, con l'articolo La pretesa scimiogenesi dell'uomo esaminata dal dottore Maschi Luigi sulla lezione L'uomo e le scimie del professore F. De Filippi ("Rivista contemporanea nazionale italiana", 1867, n. 161) tra i primi a criticare le teorie di Charles Darwin. In seguito sviluppò la sua critica nel libro Confutazione delle dottrine trasformistiche di Huxley, Darwin, Canestrini, Liell, De Filippi, recensito favorevolmente da "La Civiltà Cattolica".

## Opere principali
- Trattato di anatomia patologica, Parma, Rossetti, 1852
- Storia naturale del chimismo animale fisiologico e patologico, Parma, tipografia Cavour di P. Grazioli, 1863
- Studi di anatomia comparata sul laberinto delle fibre cerebrali, Torino, R. Iona, 1864
- Confutazione delle dottrine trasformistiche di Huxley, Darwin, Canestrini, Liell, De Filippi, Parma, Tip. Fiaccadori, 1874